# クリス・ポンティウス
クリス・ポンティウス（Chris Pontius 、1987年5月12日 - ）は、アメリカ合衆国・カリフォルニア州ヨーバリンダ出身の元プロサッカー選手。元サッカーアメリカ合衆国代表。現役時代のポジションはMF。

## 経歴

### 初期
高校卒業後はカリフォルニア大学サンタバーバラ校に進学し、同校のサッカー部でプレー。2006年にはNCAA男子ディビジョンIサッカーチャンピオンシップ優勝を果たした。2008年からデベロップメントリーグのベンチュラ・カウンティー・フュージョンに所属したが、試合には出場していない。

### クラブ
2009年のMLSスーパードラフトで、1巡目(全体7人目)にD.C. ユナイテッドに指名された。2009年シーズン開幕戦のロサンゼルス・ギャラクシー戦でプロデビュー。さらにプロ初ゴールもマークした。2012年シーズンには31試合で12ゴールをマークし、このシーズンのベストイレブンに選出された。
2015年12月7日、金銭トレードでフィラデルフィア・ユニオンに移籍。
2018年1月、ロサンゼルス・ギャラクシーに移籍。
2019年10月29日、現役引退を発表した。

## 代表歴
2009年12月22日、サッカーアメリカ合衆国代表に初招集され、カリフォルニアでのトレーニングに参加した。その後も何度か招集を受けたが、いずれも試合には出場していない。2017年1月29日、セルビア代表とのフレンドリーマッチに出場し、念願の代表デビューを果たした。

## タイトル
カリフォルニア大学サンタバーバラ校
- NCAA男子ディビジョンIサッカーチャンピオンシップ: 2006

アメリカ合衆国代表
- CONCACAFゴールドカップ: 2017

個人
- MLSベストイレブン: 2012
- MLSオールスターMVP: 2012